# ジョーダン・プレンティス
ジョーダン・プレンティス（Jordan Prentice、1973年1月30日 - ）は、カナダの俳優。身長124cm。

## 出演作品
- 白雪姫と鏡の女王（ナポレオン）
- ロスト・ガール シーズン1
- ヒットマンズ・レクイエム（ジミー）
- アメリカン・パイ in ハレンチ課外授業
- アメリカン・パイ in ハレンチ・マラソン大会